# Grobowiec antypapieża Jana XXIII
Grobowiec antypapieża Jana XXIII (antypapież Jan XXIII – właściwie Baldassare Cossa, ur. ok. 1360/1370, zm. 22 grudnia 1419) – wykonany w marmurze nagrobek przyścienny. Zamówiony przez pełnomocników Cossy już po jego śmierci, wykonany przez Donatella oraz Michelozza dla przystającego do florenckiej katedry baptysterium, powstał w latach 20. XV wieku. Stanowi jeden z wcześniejszych przykładów sztuki renesansowej we Florencji. Według słów Ferdinanda Gregoroviusa, jest „jednocześnie grobowcem wielkiej schizmy w Kościele i ostatnim miejscem pochówku papieża znajdującym się poza Rzymem”.
Cossa przez wiele lat współdziałał z Florencją, która uważała go za prawowitego następcę świętego Piotra w okresie wielkiej schizmy. Fakt wystawienia mu tak okazałego pomnika nagrobnego często odczytuje się jako próbę wzmocnienia legitymizacji jego pontyfikatu poprzez powiązanie jego osoby z ważnym ośrodkiem kultu, jaki stanowiło baptysterium. Rozliczne elementy papieskiej symboliki zawarte w wystroju grobowca, zinterpretowano jako chęć okazania lekceważenia następcy Cossy, Papieżowi Marcinowi V, na co miał też wpływ charakter stosunków pomiędzy Cossą a Florencją, lub pośrednią próbę zyskania dodatkowego rozgłosu przez rodzinę Medyceuszy, świadomą tego, że mieszczanie florenccy uznaliby taki nagrobek za gorszący.
Na wystrój grobowca składają się między innymi figury trzech cnót teologalnych, herb rodowy Cossy, wykonana z pozłacanego brązu figura zmarłego spoczywająca na sarkofagu, Madonna z Dzieciątkiem umieszczona w pół-lunecie oraz rzeźbiony baldachim. W chwili ukończenia był jednym z pierwszych nagrobków w kompleksie katedry oraz najwyższą rzeźbą we Florencji. Powstał jako pierwsze z kilkunastu dzieł stworzonych wspólnie przez Donatella oraz Michelozza, przypisanie poszczególnych jego elementów twórcom oraz interpretacja ikonograficzna stanowiły przedmioty rozlicznych sporów wśród historyków sztuki.

## Antypapież Jan XXIII

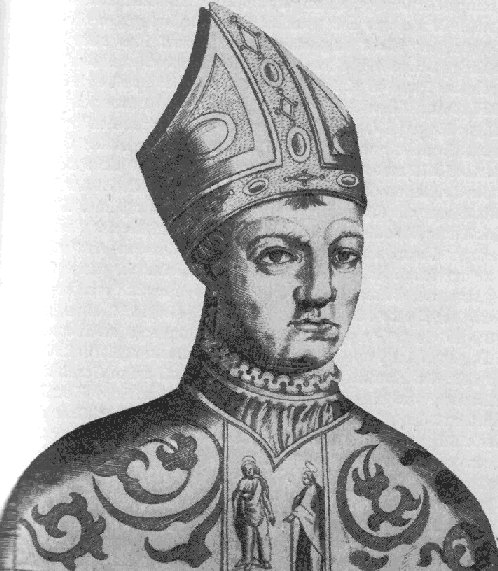
Antypapież Jan XXIII

Życie antypapieża Jana XXIII, silnie związanego z Florencją, obfitowało w wydarzenia, a pozostawione przez niego dziedzictwo trudno poddać jednoznacznej ocenie. Baldassare Cossa pochodził z neapolitańskiego rodu szlacheckiego, dorastał w Bolonii. Papież Bonifacy IX, jego krewny, mianował go kardynałem-diakonem w 1402. W 1409, po soborze w Pizie, Cossa poparł bunt przeciwko papieżowi Grzegorzowi XII, który odmówił abdykacji. Został za to pozbawiony urzędu, odzyskał go jednak z mocy dekretu obranego przez sobór antypapieża Aleksandra V.
Cossa został następcą Aleksandra V i przyjął imię Jana XXIII w 1410. Za prawowitego papieża uznały go Francja, Anglia, Czechy, Portugalia, niektóre księstwa Świętego Cesarstwa Rzymskiego oraz część leżących na północy włoskich miast-państw, w tym Florencja oraz Wenecja; rezydujący w Awinionie antypapież Benedykt XIII miał z kolei poparcie Królestw Aragonii, Kastylii oraz Szkocji, a Grzegorz XII Władysława andegaweńskiego, Karola I Malatesty, Polski, książąt bawarskich, Ludwika III Wittelsbacha oraz części pozostałych księstw wchodzących w skład Rzeszy.

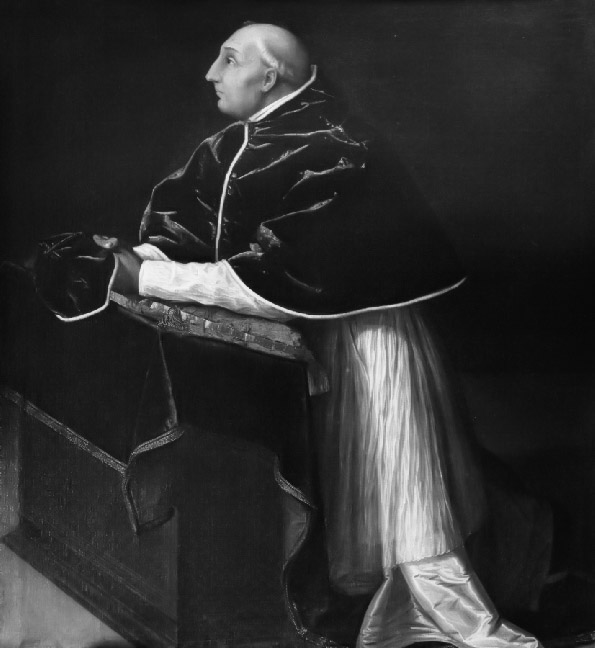
Papież Marcin V, wybrany na Soborze w Konstancji, który zdetronizował Jana XXIII

Gdy Władysław Andegaweński zdobył Rzym w 1413, Jan XXIII musiał ratować się ucieczką do Florencji. W 1414 Zygmunt Luksemburski zmusił go do zwołania soboru w Konstancji, z którego Cossa zbiegł w 1415, aby uniknąć grożącego mu procesu. Jego przewidywania, że bez niego odbywający się pod patronatem popierającego go Fryderyka IV Habsburga sobór nie będzie w stanie kontynuować obrad, okazały się błędne. Gdy Cossa próbował przedrzeć się na tereny pod panowaniem Jana II, księcia Burgundii, Fryderyk IV wydał go na łaskę Zygmunta Luksemburskiego oraz soboru, co doprowadziło do uwięzienia antypapieża przez Ludwika III Wittelsbacha.
29 Maja 1415 sobór pozbawił Jana XXIII urzędu, 11 listopada 1417 zaś obrał na tron Piotrowy Oddone Colonnę, który przyjął imię Marcina V. Nowo obrany papież udał się do Florencji w lutym 1419. Cossa został wówczas wykupiony z niewoli przez Republikę Florencką z inicjatywy Giovanniego di Bicci de’ Medici (Ludwik III wypowiedział posłuszeństwo Zygmuntowi Luksemburskiemu w 1417). Wpłacenie okupu mogło stanowić zarówno wyraz wdzięczności za udzielone wcześniej Florencji poparcie, jak i próbę wywarcia nacisku na Marcina V (przebywającego wówczas we Florencji). Cossa będąc bolońskim legatem papieskim pomagał Florencji zdobyć Pizę w 1405, jako papież mianował Bank Medyceuszy generalnym depozytariuszem majątku papieskiego.
Po przybyciu do Florencji 14 czerwca 1419 podporządkował się Marcinowi V i otrzymał godność kardynalską 26 tegoż miesiąca. Nie cieszył się nią długo – zmarł 22 grudnia 1419. Mimo że został mianowany kardynałem-biskupem Tusculum, nazywał siebie „kardynałem Florencji”.

### Ceremonia pogrzebowa
Po przeniesieniu ciała Cossy do baptysterium rozpoczęła się dziewięciodniowa ceremonia pogrzebowa, odprawiana według obrządku zawartego w Ordo Romanus. Brali w niej udział zarówno przedstawiciele florenckiej elity, jak i dworu papieskiego. Na czas odbywających się w baptysterium i katedrze uroczystości, spoczywające na katafalku zwłoki zmarłego przystrojono białą mitrą, oraz złożono u ich stóp kapelusz kardynalski. Pierwsze trzy dni ceremonii upamiętniały dokonania Cossy kolejno jako kardynała i papieża, sojusznika Florencji, oraz osoby prywatnej. Został prowizorycznie pogrzebany w baptysterium do czasu ukończenia właściwego grobowca.

## Zamówienie

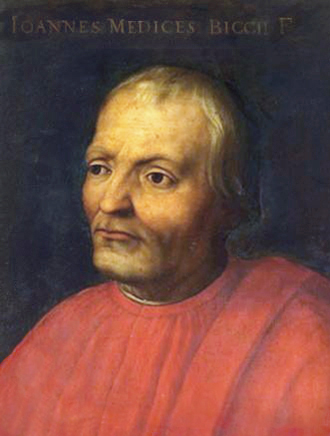
Giovanni di Bicci de’ Medici, jeden z wykonawców testamentu Cossy

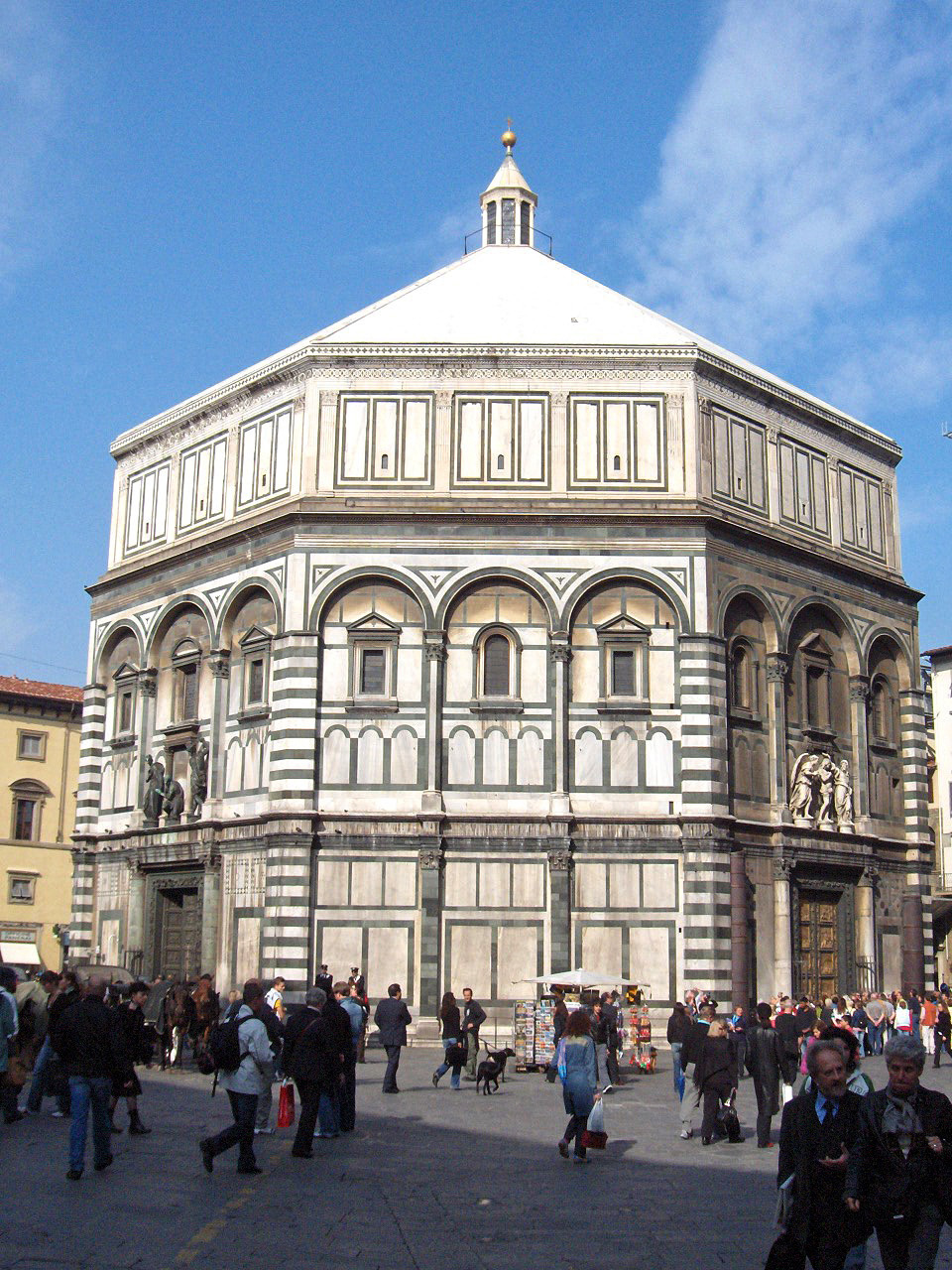
Baptysterium we Florencji

Negocjacje dotyczące warunków wykonania pomnika nagrobnego toczyły się praktycznie przez całą dekadę po śmierci Cossy. Jego ostatnia wola oraz testament, powstałe na łożu śmierci 22 grudnia 1419, zawierały zwyczajowe zapisy na rzecz florenckich instytucji miejskich, popierających go duchownych oraz o charakterze dobroczynnym, jednak większość majątku pozostawił swoim siostrzeńcom, Michaelowi i Giovanniemu. Podczas budowy grobowca zapisy na rzecz siostrzeńców uzyskały pierwszeństwo, a wierzyciele spierali się o pozostałe części majątku.
Cossa wyznaczył na wykonawców swojej ostatniej woli czterech znaczących obywateli florenckich: Bartolommea di Taldo Valoriego, Niccola da Uzzano, Giovanniego di Bicci de’ Medici oraz Vieriego Guadagniego, zastrzegając, że każdych dwóch spośród nich może działać w imieniu wszystkich, z której to możliwości korzystali Valori i Medici. Valori zmarł 2 września 1427, do tego czasu Guadagni również już nie żył, a Uzzano dawno stracił zainteresowanie sprawą, zatem wszystkie związane z pochówkiem prace spoczęły na barkach Giovanniego lub – co bardziej prawdopodobne – Cosimo Mediciego.
Pełnomocnicy zmarłego twierdzili, że Cossa wyjawił im swoje pragnienie spoczęcia w baptysterium, był jednak zbyt skromnym człowiekiem, by umieścić taki zapis w testamencie. Większość późniejszych uczonych uznała to oświadczenie za zgodne z prawdą, przypisując Cossie sprytne załatwienie sprawy, jednakże co najmniej jeden wysuwał twierdzenia, jakoby pełnomocnicy postąpili wbrew jego woli, doprowadzając do pochowania go w przylegającym do katedry obiekcie.
Z kronik wynika, że 9 stycznia 1421 Palla Strozzi, działający w imieniu Arte di Calimala, cechu odpowiedzialnego za utrzymanie baptysterium, zezwolił na wystawienie w nim „niewielkiego i nie rzucającego się w oczy” („breve et honestissima”) pomnika, a nie kaplicy, o którą prosił w ostatniej woli Cossa; współcześni badacze podzielają przeświadczenie Strozziego o tym, że pochówek w baptysterium stanowił wielki zaszczyt, na który były antypapież nie zasługiwał. Jako że przeważająca większość pochodzących z lat 20. XV wieku należących do cechu dokumentów nie zachowała się, praktycznie brak jest źródeł pisanych na temat grobowca z tamtego okresu; pewne wzmianki zachowały się jedynie w zapiskach senatora Carlo Strozziego, który miał okazję przeglądać wymienione wyżej dokumenty, zanim bezpowrotnie zaginęły.
Wydanie przez Calimalę zezwolenia według tradycji tłumaczy się tym, że Cossa zapisał w swoim testamencie dla baptysterium relikwię uważaną za prawy palec wskazujący Jana Chrzciciela oraz kwotę 200 florenów na sporządzenie dla niej relikwiarza. Tym właśnie palcem Jan Chrzciciel miał wskazać na Jezusa i wypowiedzieć słowa „Oto Baranek Boży...” (J 1,29 BT). Długa i burzliwa historia relikwii sprawiła, iż obrosła ona legendą: patriarcha Konstantynopola Filoteusz Kokkinos podarował ją w 1363 papieżowi Urbanowi V, ten przekazał ją swojemu następcy, Grzegorzowi XI, na tej samej zasadzie przeszła na Urbana VI, który później utracił ją podczas oblężenia Nocera Inferiore. Po raz kolejny trafiła w ręce biskupa Rzymu, gdy została nabyta za 800 florenów przez Jana XXIII. Przez pewien czas papież nosił ją przy sobie, po czym nakazał ukryć w klasztorze Santa Maria degli Angeli we Florencji.

## Wykonanie

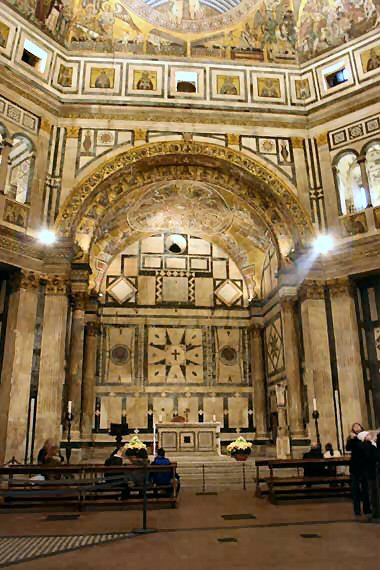
Grobowiec został wkomponowany we wnętrze Baptysterium

Brak jest precyzyjnych informacji na temat chronologii wykonania pomnika, tym niemniej udało się określić kilka faktów jej dotyczących. Na podstawie wydanego przez florenckie biuro notarialne zaświadczenia o wykonaniu prac ustalono, że w 1424 (według kalendarza florenckiego) umieszczono na miejscu część grobowca. Według zapisów florenckiego Catasto z lipca 1427, Michelozzo współpracował z Donatellem przez w przybliżeniu dwa lata („due anni o incircha”) i do tego czasu zużyto trzy czwarte środków z liczącego 800 florenów budżetu przedsięwzięcia. Żeby pogodzić ze sobą te na pierwszy rzut oka sprzeczne świadectwa, należy przyjąć, że albo dane na temat Michelozza są nieprecyzyjne, albo Donatello otrzymał zamówienie przed nawiązaniem z nim współpracy, albo też zgodna z kalendarzem florenckim data 1424 oznacza naprawdę rok 1425, jeśli posłużyć się współczesną rachubą czasu.
2 lutego 1425 Bartolomeo Valori i Cosimo Medici podjęli 400 z 800 florenów ze złożonego na ręce Arte di Calimala depozytu, najprawdopodobniej w celu sfinansowania wykonanych do tej pory prac. Depozyt ten stanowił zabezpieczenie na wypadek, gdyby pełnomocnicy porzucili swoje obowiązki przed ukończeniem grobowca i cech zostałby zmuszony do samodzielnego pokrycia kosztów jego ukończenia, jak to miało miejsce w wypadku relikwiarza przeznaczonego na palec Jana Chrzciciela. To wydarzenie jest najbardziej bezpośrednim dowodem na zaangażowanie Cosimo Mediciego w sprawy związane z grobowcem. Pomimo istnienia poświadczającego jego zajście dokumentu, pojawiały się głosy kwestionujące twierdzenia Giorgio Vasariego, które wysunął on w opublikowanych po raz pierwszy w 1550 Żywotach najsławniejszych malarzy, rzeźbiarzy i architektów, jakoby Cosimo Medici miał być odpowiedzialny za nadzór nad pracami.
Niewykluczone, że sarkofag znalazł się w przewidzianej dla niego lokalizacji 2 maja 1426 lub na krótko przed tą datą, albowiem począwszy od tego właśnie dnia Camala opłacała dwóch kapelanów, aby odprawiali codzienną mszę za duszę Cossy. W kronice warsztatu katedralnego znajduje się wzmianka, iż Valori nabył 20 stycznia 1427 cztery bloki białego marmuru na potrzeby wznoszonego pomnika nagrobnego.
Dokładna data zakończenia prac nad grobowcem nie jest znana, posługując się datowaniem względnym można, jako że wiadomo, iż zmarły w lutym 1431 papież Marcin V odwiedził gotowy grobowiec, z całą pewnością stwierdzić, że był ukończony nie później niż przed jego śmiercią. Pewne przesłanki pozwalają pokusić się o przesunięcie terminus ante quem zamknięcia robót na poprzednią dekadę. Najbardziej wiarygodną wskazówką jest fakt, że we wrześniu 1428 Jacopo della Quercia powrócił z Florencji do Bolonii i stworzył nagrobek przyścienny zawierający wyobrażenia cnót uderzająco podobne do tych zdobiących grobowiec antypapieża.
Vasari twierdzi, że budowa grobowca przekroczyła budżet z kosztami sięgającymi 1000 florenów, nie jest jednak jasne, kto pokrył powstały niedobór. Mimo że nie sposób ustalić oryginalnego źródła tej informacji, uważa się ją za wiarygodną, choćby dlatego, że koszt wykonania samej rzeźby przedstawiającej zmarłego oszacowano na 500 florenów, należy pamiętać wszakże, iż precyzja tych wyliczeń może pozostawiać wiele do życzenia.

## Projekt

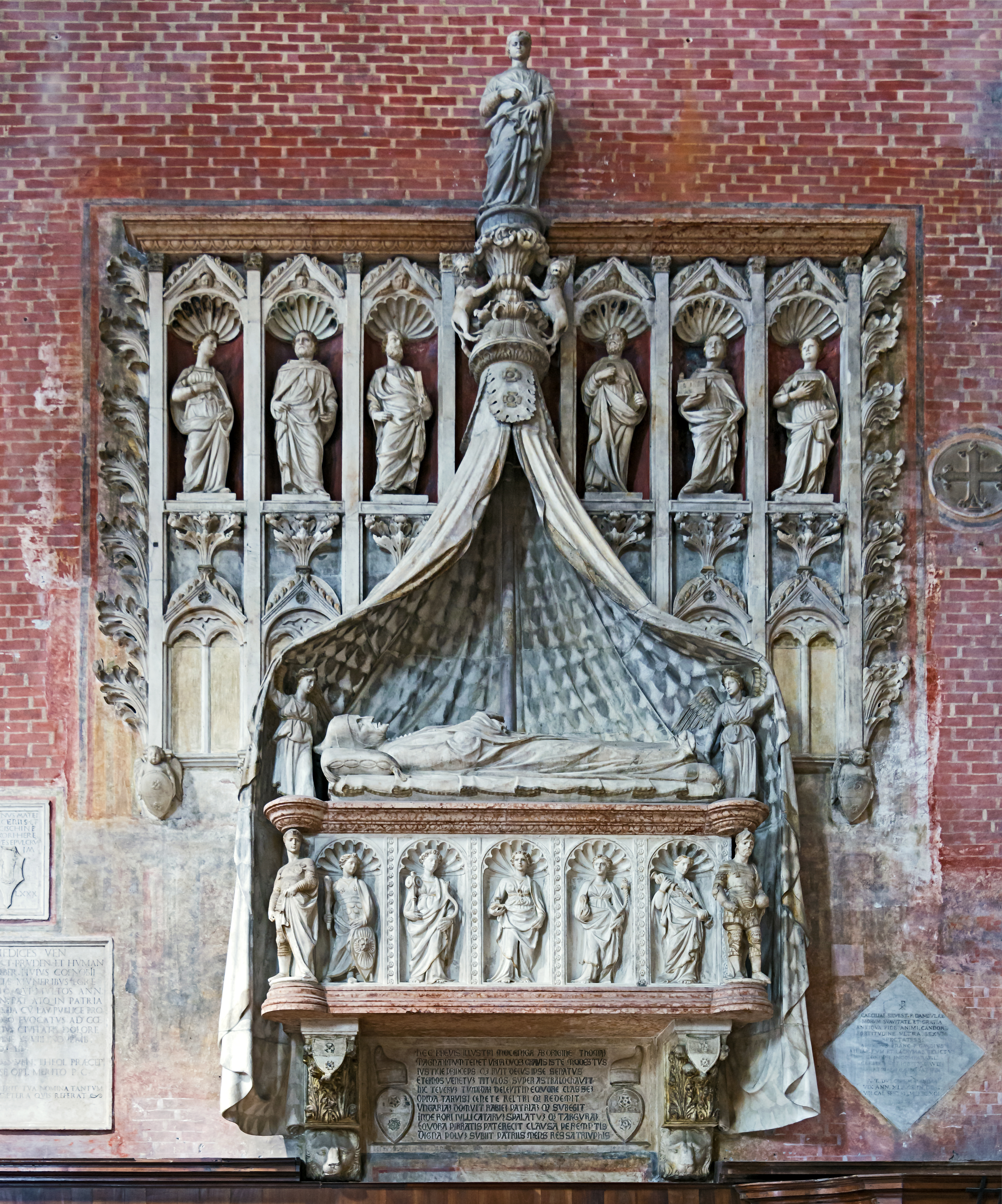
Gotycki grobowiec doży weneckiego Tommaso Mocenigiego z 1423

W baptysterium znajdowały się już trzy sarkofagi: jeden należący do biskupa Ranieriego (zm. 1113) oraz dwa rzymskie, ponownie wykorzystane do pochówku. Wysoki na 7,32 m grobowiec znacznie je przewyższał, będąc w owym czasie najwyższym pomnikiem tak w Baptysterium, jak i całej Florencji. Sama katedra nie obfituje w grobowce, do najbardziej godnych uwagi zaliczyć można ten należący do Aldobrandina Ottobuoniniego.
Projekt pomnika został dostosowany do warunków postawionych przez Calimalę i zintegrowany z wystrojem wnętrza baptysterium. Nagrobek musiał znaleźć się pomiędzy dwiema korynckimi kolumnami wspierającymi kopułę budynku – centralnymi filarami położonymi pomiędzy wykonanymi przez Lorenzo Ghibertiego północnymi drzwiami a przeznaczoną dla biskupów wschodnią apsydą. Stanowi środkową trzecią część jednej ze ścian tworzących ośmioboczne mury budowli, położonej obok ołtarza, naprzeciw Drzwi Raju. Tak zaaranżowana kompozycja znacząco ogranicza oświetlenie grobowca, zwłaszcza gdy drzwi baptysterium są zamknięte, co ma najczęściej miejsce. Pomnik byłby jeszcze bardziej zacieniony, gdyby nie został niejako wypchnięty z przeznaczonej dlań wnęki poprzez umieszczenie tuż za nim grubego na 48,4 cm dodatkowego muru wystającego ze ściany Baptysterium. Białawo-brązowe marmury użyte do budowy jeszcze bardziej scalają grobowiec z utrzymanym w niejednolicie zielono-białej kolorystyce wnętrzem. Część badaczy uważa pokolorowany szkic Buonaccorso Ghirbertiego za dowód, jakoby „oryginalne, starte kolory”, jakimi ozdobiono grobowiec, zapewniały mu jeszcze większy stopień integracji z otoczeniem, inni jednakowoż wskazują, że rysunek jest zbyt niedokładny, aby wypowiadać tego rodzaju sądy. Baldachim sprawia wrażenie zwieszonego z gzymsu i wspartego na przyległych do grobowca kolumnach, co czyni pomnik jeszcze bardziej „wżenionym w architekturę” go otaczającą, nawet jeżeli „małżeństwo” to należałoby uznać za morganatyczne. Wszystkim wchodzącym w skład kompozycji rzeźbom, z wyjątkiem spoczywającego na sarkofagu wyobrażenia Cossy, nadano formę wypukłych reliefów.
Pomimo że w pomniku przeważają motywy klasycyzujące, styl, w którym jest utrzymany, pozostaje zgodny z kanonami charakterystycznymi dla okresu średniowiecza. Tak jak w licznych powstałych wcześniej na ziemiach włoskich okazałych nagrobkach przyściennych, występuje tu pionowe spiętrzenie elementów składowych. Gotycka rzeźba włoska nigdy nie wahała się czerpać z dorobku antyku, Donatello i Michelozzo nie musieli więc tworzyć radykalnie odmiennych koncepcji rzeźbiarskich ani wzorować się na innych dziełach, dla przykładu Tino di Camaino (ok.  1285–1337), pochodzącego ze Sieny rzeźbiarza, którego autorstwa grobowce powstałe wiek wcześniej wywierały duży wpływ na artystów ówczesnej Italii. Również naturalnej wielkości wyobrażenie zmarłego umieszczone na wywyższonym sarkofagu jest dość typowe. Motyw zwisającej nad całością kompozycji kurtyny także znajdował się w zestawie często wykorzystywanych detali, wykazując na dodatek daleko posunięte podobieństwo do gotyckiego szczytu, charakterystycznego dla zwieńczeń budynków oraz monumentów z epoki. Inne pomniki również posiadały baldachimy, nierzadko podtrzymywane nad sarkofagiem przez anioły, którym towarzyszyły różnorodne w formach rzeźby. Grobowiec Cossy bywa porównywany do pochodzącego z 1423 pomnika nagrobnego doży weneckiego Tommaso Mocenigiego. Również napotykamy w nim wypukłe reliefy przedstawiające świętych, w tym wypadku umieszczone na sarkofagu, oraz zasłony spięte w analogiczny sposób, jednakże stylistyka tego pomnika jest jednoznacznie gotycka. Wypracowaną podczas tworzenia nagrobka Cossy konwencję autorzy rozwinęli oraz dostosowali do lokalnych konwencji podczas prac nad grobowcem kardynała Branacacciego w Neapolu, jej oddziaływanie daje się także odczuć na pomniku przedstawiającym Leonarda Bruni autorstwa Bernardo Rossellino, który 20 lat później stanął w kościele Santa Croce we Florencji.

### Cokół
Cokół pomnika spoczywa na 38-centymetrowej wysokości plincie, ale został od niej dodatkowo odseparowany gzymsem oraz warstwą wklęsłej sztukaterii. Ma 1,39 m wysokości oraz 2,02 m szerokości, ozdabia go dekoracyjny fryz z motywami uskrzydlonych anielskich głów (przypuszczalnie należących do Serafinów), girland oraz wstęg.

### Figury cnót

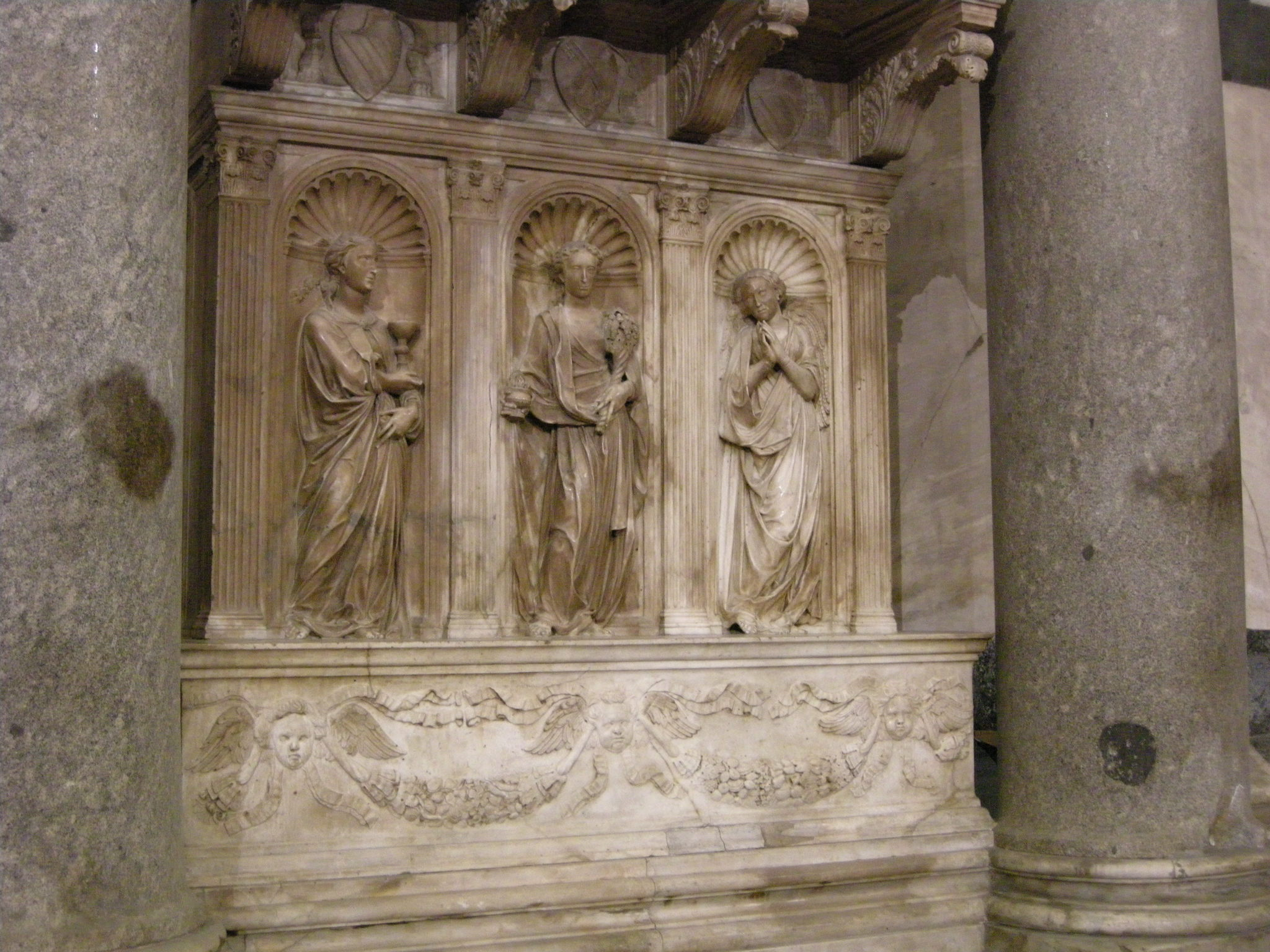
Dolna część grobowca – cokół i figury Cnót

Ponad cokołem, w głębokich, odgraniczonych od niego kolejnym gzymsem niszach, znajdują się reliefy przedstawiające personifikacje cnót teologalnych – od lewej do prawej: wiary, miłości oraz nadziei, rozdzielone za pomocą czterech żłobkowanych korynckich pilastrów. Motyw ten nie występował wcześniej w toskańskiej sztuce funeralnej, obecny był natomiast w owych czasach w Wenecji, Padwie, a przede wszystkim w rodzinnym mieście Cossy – Neapolu. W związku z tym domniemywa się, że zarówno Michelozzo, jak i Donatello, podróżowali do Wenecji. Jak jednakże pisze Janson, „nie trzeba było podróżować aż do Wenecji”, by odnaleźć tego rodzaju kompozycje. Poza Florencją grobowce często przyozdabiano Cnotami, przy czym należące osób świeckich – kardynalnymi, a duchownych (choćby kardynała Rinaldo Brancacciego) – teologalnymi. Wyobrażenia z grobowca Jana XXIII są jednak wyjątkowe – odcinają się od gotyku, wykazując uderzające podobieństwo do wzorców antycznych. Donatello jest również autorem dwóch zbliżonych stylistycznie wykonanych z brązu figur Cnót dla baptysterium katedry w Sienie, nie sposób jednak określić, w jakim czasie w stosunku do grobowca powstały.
Wysoka na 1,05 m Wiara, umieszczona po prawicy Miłości, dzierży w dłoni kielich eucharystyczny; Miłość (środkowa, 1,07 m wysokości) ma w rękach róg obfitości oraz kadzidło; ręce Nadziei (po prawej, 1,06 m) są zaś złożone do modlitwy. Najwięcej cech typowych dla antyku ujawnia figura przedstawiająca Miłość, wyposażona w atrybuty starożytnych wyobrażeń Abudantiii, Ceres oraz Junony – wszystkie przedstawiano z rogiem obfitości w lewej dłoni. Oprócz uwydatnienia elementów antycznych, głównym zadaniem tych wysokich, lecz niezbyt dokładnie wykończonych figur, było zwiększenie dystansu pomiędzy widzem a rzeźbą zmarłego, dzięki czemu nacisk na jego indywidualne cechy ulega redukcji na rzecz widocznych z daleka atrybutów papieskich; rozmywany jest bezpośredni, typowy dla grobowców doby quattrocenta przekaz takiego wyobrażenia, czyli ekspozycja ciała zmarłego.

### Sarkofag i inskrypcja
Nad Cnotami umieszczony został wsparty na czterech zdobionych akantem konsolach sarkofag. W trzech wnękach pomiędzy konsolami umieszczono herby, poczynając od lewej: rodowy Cossy z tiarą, papieski oraz kolejny rodowy Cossy, tym razem z kapeluszem kardynalskim. Rilievo schiacciato (rodzaj bardzo płytkiego bas-reliefu wprowadzonego przez Donatella) o wymiarach 0,7 m x 2,12 m na architrawie sarkofagu przedstawia dwa putta lub spiratellia (małe duszki) podtrzymujące zapisany arkusz pergaminu, któremu przypuszczalnie nadano formę brewy. Postacie te dzielą ze swoimi antycznymi „przodkami” znaczną część stylistyki, z wyjątkiem skrzyżowanych nóg.
Oryginalny tekst inskrypcji:
IOANnES QVOnDAM PAPA

XXIIIus. OBIIT FLORENTIE A

NnO DomiNI MCCCCXVIIII XI

KALENDAS IANVARII
...można przetłumaczyć jako:
Jan, były papież

XXIII. Zmarły we Florencji

A.D. 1419, 11

dnia przed styczniowymi kalendami.

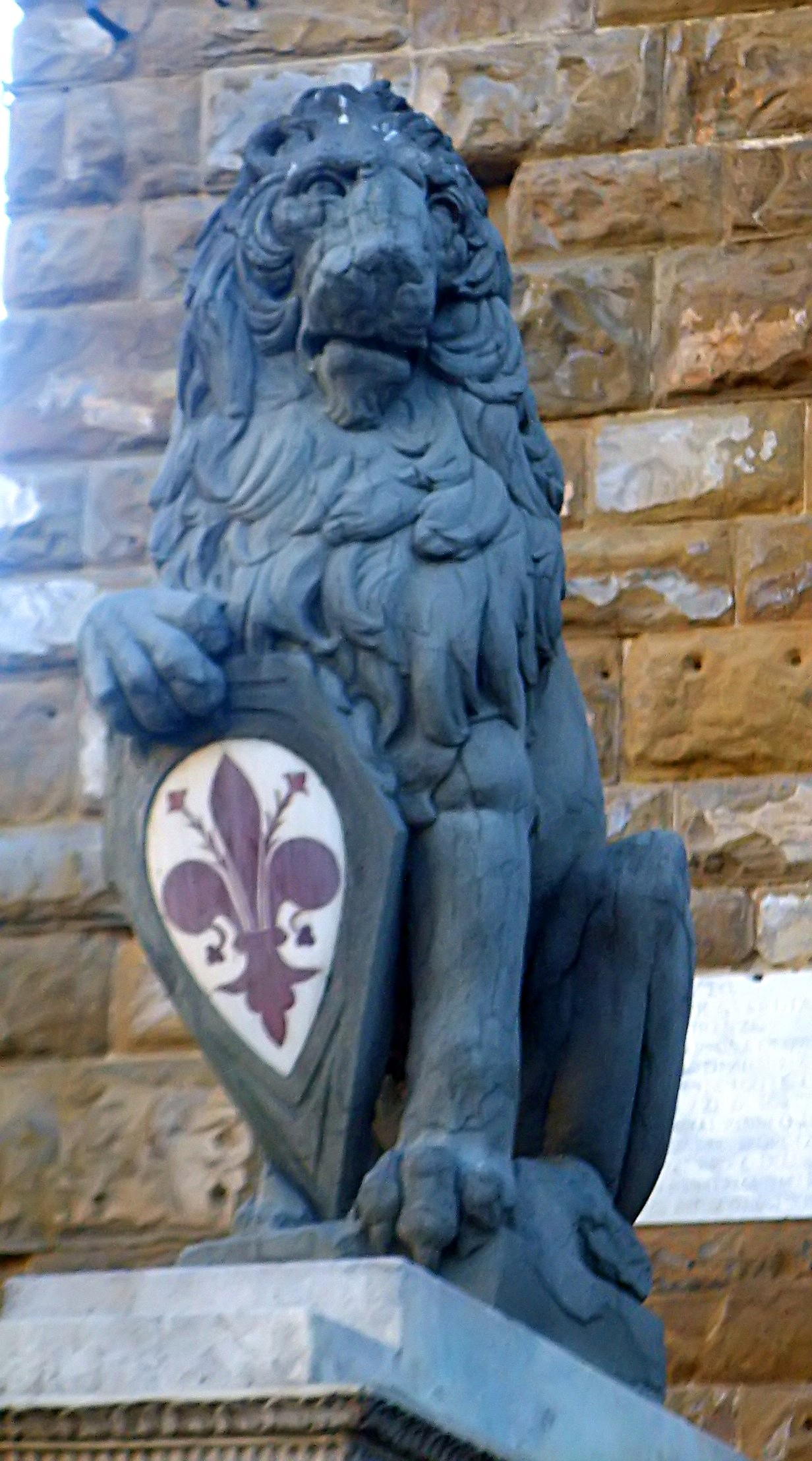
Marzocco – symbol florenckich władz

Papież Marcin V sprzeciwił się fragmentowi „IOANnES QVOnDAM PAPA”, ponieważ sądził, że będzie to sugerowało, iż Cossa umarł jako papież (łaciński wyraz „quondam” może oznaczać „były”, jak i również „świętej pamięci”). Zastosowanie formy „olim Papa” („olim” w sposób jednoznaczny wyraża „były”), której używano w wielu ówczesnych dokumentach zamiast „quondam Papa”, najpewniej zażegnałoby spór. Marcin V zaproponował, aby nazwać Cossę „kardynałem Neapolu”, co z kolei podkreśliłoby jego poddaństwo. Współczesne źródła odnotowują, że florencka Signoria w odpowiedzi przytoczyła słowa Poncjusza Piłata dotyczące napisu na krzyżu Jezusa: „Com napisał, napisałem”. Marcin V został dla odmiany pochowany pod niezdobioną brązową płytą podłogową (odlaną zresztą prawdopodobnie również przez Donatella), stanowiącą jedyny dwuwymiarowy papieski nagrobek, lecz także pierwszy umieszczony w nawie głównej bazyliki większej, mianowicie bazyliki św. Jana na Lateranie w Rzymie.
Avery podaje, że relief Donatella Wniebowstąpienie Jezusa i wręczenie świętemu Piotrowi kluczy do Królestwa Niebieskiego mógł być przewidziany jako element wystroju sarkofagu. Miałby służyć wzmocnieniu oddziaływania akcentów związanych z papiestwem, takich jak datowanie śmierci Cossy za pomocą pochodzącego ze starożytnego Rzymu systemu kalend, nie stosowanego we Florencji, używanego za to na nagrobkach głów kościoła.

### Figura zmarłego
Na szczycie sarkofagu stoi katafalk, na którym spoczywa figura zmarłego. Wspierają go przypominające utrzymane w stylu trecento konsole statuy lwów. Obecność owych posągów mogła być inspirowana jednym z symboli Florencji – Marzocco. Florentczycy mieli do papieża Marcina V stosunek ambiwalentny – jego ewentualna wizyta podnosiła wprawdzie prestiż miasta, lecz uważano go także za potencjalnego wroga republiki. Lwy podtrzymujące katafalk wydają się podkreślać rolę nagrobka w pośmiertnym wspieraniu papieskich aspiracji Cossy, jasno dając do zrozumienia, po czyjej stronie stała Florencja. Tej analizie ikonograficznej nie należy jednak bezgranicznie ufać, albowiem motyw lwa posiada szereg różnorodnych interpretacji i występuje jako podpora również na wcześniej powstałych grobowcach, na przykład Lapo de’ Bardiego (zm. 1342), znajdującym się w Palazzo del Bargello.
Katafalk oraz wyściełający go całun są rozchylone w stronę widza przez podpierającą zagłówek posłania figurę lwa, 2 cm niższą od drugiej, aby lepiej wyeksponować posąg Cossy, a szczególnie jego głowę. Pozłacana, naturalnej wielkości rzeźba, ukazując Cossę jako kardynała, nie próbuje wzbudzać sporów, dotyczących należnych mu godności; łoże na którym wyobrażenie spoczywa odlano z niepozłoconego brązu. Gdy w XVI wieku otwarto sarkofag, odnotowano, że szaty, w których pogrzebano Cossę, zgadzają się ze strojem, w który przybrano figurę. Rzeźba takich wymiarów była w czasach swego powstania precedensem w wystroju grobowców na skalę całej Italii; nie była jednak jedynym wykonanym w taki sposób wizerunkiem – na tarasie Palazzo della Briada w Bolonii stała dwumetrowej wysokości pozłacana statua z brązu zamówiona przez papieża Bonifacego VIII.
Część ekspertów twierdzi, że Donatello wykonał figurę, posługując się maską pośmiertną, pogląd ten nie jest jednak akceptowany przez wszystkich.

### Baldachim
Za wizerunkiem zmarłego znajduje się wysoki na 1,34 m, podzielony dwoma kolejnymi korynckimi pilastrami na trzy części pylon z uformowanym wklęśle brzegiem wspierający następny gzyms. Powyżej spoczywa belkowanie z umieszczonym w pół-lunecie wizerunkiem Madonny z Dzieciątkiem – powszechnie stosowanym symbolem wstawiennictwa za zmarłym.
Ponad Madonną rozpięty jest marmurowy baldachim o pozłacanych brzegach, udekorowany motywami kwiatów z łodygami, sprawiający wrażenie zaczepionego do gzymsu Baptysterium na żłobionej mosiężnej bransolecie, co jest niewykonalne z uwagi na jego masę. McHam sugeruje, że baldachim nawiązuje do „Sklepienia Niebieskiego” i stanowi symbol papieskiego wywyższenia. Jednakże Lightbrown jest pewny, że „podwieszona” na gzymsie i filarach baptysterium zasłona to element stricte świecki – zwykłe zadaszenie nad łożem.

## Kwestia autorstwa

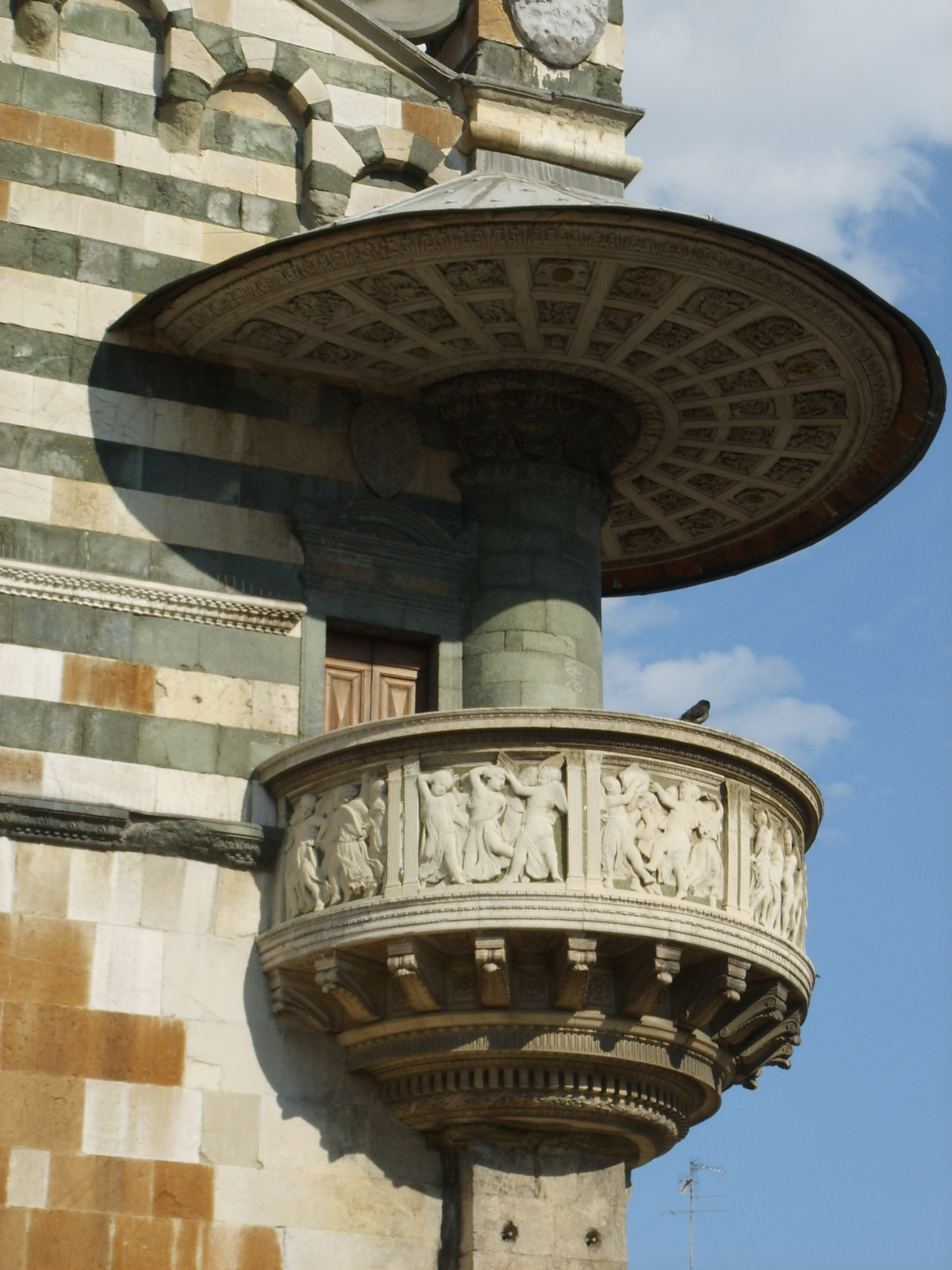
Zewnętrzna ambona katedry w Prato, inne dzieło stworzone wspólnie przez Donatella i Michelozza

Grobowiec stanowił pierwsze z serii dzieł powstałych w wyniku współpracy Donatella (1386–1466) i Michelozza (1391–1472). W ramach tej współpracy powstały również: grobowiec kardynała Rainaldo Brancacciego w kościele Sant’ Angelo a Nido w Neapolu, grobowiec papieskiego prefekta pontyfikalnego Bartolommeo Aragazziego, znajdujący się obecnie w katedrze montepulciańskiej oraz zewnętrzna ambona katedry w Prato. W czasie tej współpracy Donatello był już znany ze swoich figur proroków i świętych dla katedry oraz Orsanmichele, Michelozzo zaś dopiero rozpoczynał profesjonalną karierę rzeźbiarską. Obaj pracowali przez pewien czas dla Ghibertiego, którego warsztat wiódł później prym wśród pracowni florenckich artystów.
Praktycznie każdy element pomnika nagrobnego został przypisany raz jednemu, raz drugiemu z obu autorów przez różnych historyków sztuki. Klasyfikacje te opierają się przeważnie na nieobiektywnych, arbitralnych opiniach ekspertów; przypisanie autorstwa Donatellowi wskazuje raczej, co trafia w gusta danego badacza; często jednoznaczne uznanie za autora Michelozza opierano na subiektywnych sądach, jakoby daną część „wykonano z mniejszym kunsztem”.
Opisy pochodzące z lat 1475–1568 przypisują Donatellowi autorstwo wszystkich elementów grobowca poza figurą Wiary. Niektóre współczesne źródła odwracają ten podział, wymieniając Michelozza jako głównego wykonawcę całości, z wyjątkiem figury zmarłego. Według Jansona, z elementów marmurowych jedynie charakterystyczne putta można uznać z całą pewnością za „własnoręczne” dzieło Donatella. Jako przyczynę nawiązania współpracy z Michelozzem podaje się jego rzekome niedostatki w dziedzinie odlewnictwa i architektury, jak również zbyt dużą liczbę przyjętych zamówień, przekraczającą możliwości jednego człowieka.